# Campethera cailliautii
Campethera cailliautii е вид птица от семейство Picidae. Видът е незастрашен от изчезване.

## Разпространение
Разпространен е в Ангола, Бурунди, Камерун, Централноафриканска република, Република Конго, Демократична република Конго, Екваториална Гвинея Етиопия, Габон, Гана, Кения, Малави, Мозамбик, Нигерия, Руанда, Сомалия, Южен Судан, Танзания, Того, Уганда, Замбия и Зимбабве.